# Jürgen Locadia
Jürgen Locadia, né le 7 novembre 1993 à Emmen aux Pays-Bas, est un footballeur international curacien qui joue au poste d'attaquant au CF Intercity.

## Carrière

### Parcours junior
Jürgen Locadia est né à Emmen dans la province de Drenthe mais ses parents sont originaires de Curaçao.
Il commence le football à l'âge de cinq ans au VV Bargeres, club de quartier d'Emmen, mais est rapidement repéré par le club professionnel de sa ville, le FC Emmen. Il y poursuit sa formation jusqu'en 2009, où après un bref passage au RKSV Sarto, il rejoint le Willem II Tilburg. Sa famille le suit en déménageant à Tilbourg à plus de 200 km d'Emmen. 
En 2010, il intègre les équipes de jeunes du PSV Eindhoven, l'un des plus grands clubs du pays.

### Parcours professionnel
Le 6 janvier 2022, Locadia s'engage jusqu'à la fin de saison au VfL Bochum, douzième de Bundesliga.
Le 4 Mars 2024, Locadia s'engage jusqu'à la fin de saison au SD Amorebieta, équipe de deuxième division espagnole.

## Palmarès
- PSV Eindhoven
  - Champion des Pays-Bas en 2015 et 2016
  - Vainqueur de la Coupe des Pays-Bas en 2012
  - Vainqueur de la Supercoupe des Pays-Bas en 2015 et 2016